# وایاکام۱۸ استودیوز
وایاکام۱۸ استودیوز (انگلیسی: Viacom18 Studios) (با نام سابق استودیو ۱۸ و وایاکام۱۸ موشن پیکچرز) یک کمپانی تولید و توزیع فیلم است. این کمپانی، شرکت زیرمجموعه وایاکام۱۸ می‌باشد که در بمبئی قرار دارد و یکی از اولین نمونه استودیوهایی است که بر اساس مقوله کسب‌وکار تولید محتوا و فیلم در هند ایجاد شد که کارکردهای مالکیت، تولید، هم‌نشری، بازاریابی و توزیع در سطح جهان مربوط به فیلم‌های بلند سینمایی و همچنین فیلم‌های کوتاه، فیلم‌های دیجیتال و مجموعه‌های اینترنتی را در بر می‌گیرد.